# Мирослав Гашић
Мирослав Гашић (Београд, 30. децембар 1932 — Београд, 29. март 2022) био је српски хемичар и редовни члан САНУ на Одељењу хемијских и биолошких наука.

## Биографија
Мирослав Гашић је рођен 30. децембра 1932. године у Београду, од оца др Јована и мајке Љубице, рођене Ђорђевић. Основну школу и гимназију је учио у Београду, где је матурирао 1951. године. На хемијској групи Природно-математичког факултета Универзитета у Београду (ПМФ) дипломирао је 1959. године. За асистента при Хемијском институту ПМФ изабран је 1960. године. Докторску дисертацију, под називом „Ацетоксиловање стероидних хормона“, одбранио је 1964. године на ПМФ-у Универзитетa у Београду пред комисијом коју су сачињавали професори Вукић М. Мићовић, Михаило Љ. Михаиловић и Милутин Стефановић. Непосредно после одбране докторске дисертације др Гашић одлази на једногодишње постдокторске студије, прво у Вустерску фондацију за експерименталну биологију, Шрусбери, Масачусетс, САД, где се усавршавао код Елијахуа Каспија, радећи на оксидацијама стероидних кетона. Затим проводи још једну годину као научни сарадник на Калифорнијском универзитету у Лос Анђелесу, где је са Солом Винстајном радио на хемији некласичних хомоалилних катјона. За доцента у Хемијском институту ПМФ је изабран 1970. године, за ванредног професора 1976. године, а за редовног професора 1983. године. Школску 1972/73. годину проводи по позиву на Универзитету Индијана у Блумингтону (САД), где учествује у истраживању и настави. За дописног члана САНУ изабран је 12. децембра 1985. године, а за редовног члана 27. октобра 1994. године. Током целе своје наставничке каријере професор Гашић је био цењен као одличан предавач. Држао је наставу из више предмета из области органске хемије, од хемије природних производа до индустријске органске хемије. Посебно треба истаћи предавања студентима молекуларне биологије, где су му изузетно широка научна интересовања омогућила да врло успешно прилагоди наставу органске хемије овим студентима. Био је ментор при изради великог броја докторских дисертација и магистарских радова. Многи докторанди су наставили успешну научну каријеру.
Поред научне и наставничке активности, обављао је низ значајних функција, између осталог био је: управник Одсека за хемијске и физичкохемијске науке Природно-математичког факултета Универзитета у Београду, шеф Катедре за органску хемију, председник научно-стручног одбора Института за хемију, технологију и металургију, председник Српског хемијског друштва, председник Уније хемијских друштава Југославије, члан комисије за номенклатуру Међународне уније за чисту и примењену хемију (IUPAC), члан Редакционог одбора часописа Journal of the Serbian Chemical Society, секретар Одељења за природне науке САНУ. Све ове дужности је вршио врло успешно, са изразитом способношћу да брзо пронађе ефикасна решења и да компромисом превазиђе проблеме. Добитник је Октобарске награде града Београда и Ордена рада са црвеном заставом. Изабран је за заслужног, а затим почасног члана Српског хемијског друштва. Почасни је председник Српског хемијског друштва.

## Научне активности
Научно-истраживачка делатност Мирослава Гашића је изузетно разноврсна и обухвата различите области органске хемије и у мањој мери биохемије. Са успехом се бавио хемијом природних производа, како сувоземних тако и морских, синтетичком органском хемијом, физичком органском хемијом, спектроскопијом, органском електрохемијом, медицинском хемијом, протеинском биохемијом. Објавио је око 120 радова, углавном у најугледнијим међународним часописима. Као коаутор написао је монографски рад 'Carbon-13 NMR spectroscopy of naturally occurring substances' који је објављен y књизи издавачке куће Wiley-Interscience, прегледни рад 'Reactivity and biological activity of the marine sesquiterpene hydroquinone avarol and related compounds from sponges of the order Dictyoceratida' у часопису Molecules и још три монографска рада oбјављена у нашој земљи. Радови Мирослава Гашића су цитирани више од хиљаду пута, како у научним часописима, тако и у књигама, прегледним чланцима, монографијама и годишњим приказима одабраних радова. Мирослав Гашић је одржао велики број предавања по позиву на научним скуповима из разних области органске и медицинске хемије и универзитетима и институтима (Калифорнијски универзитети у Лос Анђелесу и Сан Дијегу, Универзитет Северног Илиноиса, Универзитет Индијане, Универзитет Мисисипија, Универзитет Род Ајленда, Универзитет Оклахоме, Универзитет Кларк, Вустерска фондација за експерименталну биологију, Национална академија у Вашингтону, Универзитет у Мајнцу, Универзитет у Напуљу, Институт за хемију молекула од биолошког значаја у Напуљу, Московски универзитет, Универзитет у Загребу, Институт „Руђер Бошковић“ у Загребу, Институт за биологију мора у Котору, Грчко хемијско друштво, Хрватско хемијско друштво, Српско хемијско друштво итд.). По разним основама међународне размене стручњака, код др Гашића су боравили истакнути научници из иностранства, између осталих професор Д. Пјатак са Универзитета у Северном Илиноису, професор Л. Сјереско са Универзитета у Оклахоми, професори Р. Цан и В. Милер са Универзитета у Мајнцу, др С. де Роза са Института за хемију молекула од биолошког значаја у Напуљу, др С. Попов из Института за органску хемију Бугарске академије наука и професор В. Русис са Фармацеутског факултета Универзитета у Атини. Дуго је руководио југословенско-немачким билатералним пројектом из хемије и биохемије морских организама, као пионир у тој области код нас. Поред тога, руководио је билатералним пројектима са Бугарском, Грчком и Црном Гором, као и ФАО пројектом из области заштите Медитерана. Поред чланства у Српском хемијском друштву, члан је и Америчког хемијског друштва и Немачког хемијског друштва. Научна активност академика Мирослава Гашића се грубо може поделити у три главне области: хемија стероида; физичка органска хемија, спектроскопија и органска електрохемија; изоловање и карактеризација природних производа.

## Хемија стероида
Велики део истраживања Мирослава Гашића посвећен је хемији стероида, њиховим парцијалним синтезама и синтетичким трансформацијама. Из ове области је и његова докторска дисертација. Веома занимљиви радови се односе на добијање и реакције 5,10-секостероида. Ова једињења, која садрже десеточлани прстен, добијена су оксидацијом деривата холестан-5-ола оловотетраацетатом, при чему конфигурација атома С-5 не утиче битно на принос. Настају два геометријска изомера, при чему се добија нешто већа количина производа са двоструком везом Е-конфигурације у средњем прстену. Само Е-облик подлеже трансануларним циклизацијама, од којих је посебно интересантна реакција са р-толуенсулфонском киселином у бензену, будући да се добија производ са петочланим прстеном А и седмочланим прстеном В. При солволизи 1,10-незасићених 5,10-секостероида са р-нитробензоилокси групом у положају 5, долази до циклизације оба геометријска изомера, док 1,10-засићени дериват не реагује, што сведочи о анхимерној помоћи. Уколико се одлазећа тозилатна група налази у положају 3, добијају се производи са трочланим прстеном А и деветочланим прстеном В. Урађене су детаљне кинетичке студије ових процеса, ради утврђивања механизама. Показано је да је солволитичко понашање тозилата веома зависно од стереоелектронских услова, односно да је неопходно ефикасно преклапање π-везе са непопуњеном р-орбиталом у хомоалилном положају у кораку који одређује брзину реакције. Ови радови имају високу цитираност и реферишу се и данас. Цитирани су, на пример, у годишњим прегледима развоја органске хемије, у Вајлијeвој едицији Organic Reaction Mechanisms, у издању Highlights of Сhemistry: As Mirrored in Helvetica Chimica Acta и у прегледном раду о ефектима конформационих промена на реактивност у органској хемији у часопису Chemical Reviews. Током боравка у Вустерској фондацији за експерименталну биологију Мирослав Гашић се бавио испитивањем оксидације стероидних 3-кетона. Приликом оксидације кетона са засићеним прстеном А, било у 5α-, било у 5β-серији, водоник-пероксидом у присуству каталитичке количине селен-диоксида, настају два лактона и производ код којег је дошло до контракције прстена А. Овај последњи производ садржи карбоксилну групу у положају 2. Коришћењем супстрата обележеног деутеријумом у α-положајима у односу на карбонилну групу показано је да су лактони производ Бајер-Филигерове реакције, будући да су садржавали целокупну количину деутеријума. Како је грађење трећег производа подложно примарном кинетичком изотопском ефекту и како је он садржавао три четвртине првобитно присутног деутеријума, јасно је да није могао настати Бајер-Филигеровом реакцијом, него енолизацијом, праћеном оксидацијом енола. Ова истраживања су цитирана у часопису Chemical Reviews, у прегледном раду о Бајер-Филигеровој реакцији. Мирослав Гашић са сарадницима је успео да развије једну од најједноставнијих парцијалних синтеза кортикостероида полазећи од дезоксихолне киселине. Добијен је 3α-ацетокси-5β-прегнан-11,20-дион у приносу од 13 % у односу на полазну жучну киселину, у процесу који садржи седам синтетичких корака, на великој лабораторијској скали, без захтевног пречишћавања интермедијера. Добијени стероид је погодан интермедијер за синтезе кортикостероида, и аутори су успели да добију кортизон у додатна три корака.
Врло су запажени радови у којима је описана примена олово-тетраацетата за ацетоксиловање стероидних лактона. До тада је било пуно публикација које описују α-ацетоксиловање карбонилних једињења помоћу олово-тетраацетата. Нађено је да су естри најмање реактивна карбонилна једињења, а литературе која описује α-ацетоксиловање лактона уопште није било. Генерално гледано, компликовано је увести кисеонични супституент у α-положај код лактона. Мирослав Гашић је са сарадницима разрадио методу за ацетоксиловање δ-лактона у α-положају помоћу олово-тетраацетата у кључалом бензену. Принос реакције је висок, али је реакција нестереоселективна. Многи природни производи, као на пример квасиноиди, садрже α-супституисан лактонски прстен, па је ова реакција погодна за њихове синтезе, што је истакнуто у угледној едицији Reagents in Organic Synthesis. Занимљиви резултати су добијени оксидацијом стероида естрогеног типа са р-крезолном јединицом у прстену А, помоћу талијум-перхлората, и проучавањем премештања насталих хинола у присуству различитих киселина. Кад се примене хлороводонична или бромоводонична киселина, у смеси са сирћетном киселином, уводи се халоген у положај 3, у положају 1 је ацетоксигрупа, а метил-група се задржава у положају 4. Јодоводонична киселина доводи до редукције и избацивања 4-хидрокси групе, док је флуороводонична киселина без дејства. Ако се користи комплекс бор-трифлуорид‒диетил-етар долази до диенон-фенолног премештања, при чему метил група мигрира у положај 3, па настаје структура хидрохинонског типа у прстену А. Насупрот томе, смеса цинк-хлорида и ацетанхидрида доводи до премештања кисеоничног супституента из положаја 4 у положај 3. Овај рад је цитиран, између осталог, у Вајлијeвој едицији Organic Reaction Mechanisms. Петнаестак година касније, професор Гашић је сарађујући са Богданом Шолајом наставио да се бави овим системима, што је резултовало већим бројем публикација у којима је описана синтеза р-хинола и епоксихинола из фенола, стероидних хинона код којих се р-хинонска јединица налази у прстену А, стероидних епокси-хинола и кондуритола. Увођење хидроксилне групе у положај 10 код 3-хидроксиестранских супстрата, као и у одговарајући положај код модел-једињења фенолног типа, постигнуто је оригиналном реакцијом са m-CPBA у присуству дибензоилпероксида при озрачивању видљивом светлошћу. Добијени хиноли, након диенон-фенолног премештања и оксидације, дали су стероидне 1,4-хиноне, који су даље дериватизовани. Многа од синтетисаних једињења су показала изразиту цитотоксичну активност на туморске ћелијске линије. Ови радови су наишли на запажен одјек у научној заједници и цитирани су у најквалитетнијим часописима, као што су Аngewandte Chemie International Edition, Proceedings of the National Academy of Science of U. S. A. и двапут у Chemical Reviews (једном у прегледном раду о циклохексадиенонским кеталима и хинолима као градивним блоковима у енантиоселективној синтези, а други пут у прегледном раду о примени оксона у синтетичкој хемији), a и у издању Comprehensive Organic Synthesis.

## Физичка органска хемија, спектроскопија и органска електрохемија
Од почетка каријере Мирослав Гашић је био јако заинтересован за физичку органску хемију. Током боравка на Универзитету у Калифорнији шездесетих година 20. века, бавио се тада врло актуелном проблематиком – некласичним карбокатјонима. Радио је на синтези некоњугованих циклононанола и циклодеканола кондензованих са по једним циклопропановим прстеном, тако да у молекулу постоји циклопропилкарбинолна структурна јединица. р-Нитробензоатни естри наведених алкохола су подвргнути солволизи, при чему је, између осталог, долазило до проширења прстена. Конфигурација новонастале двоструке везе је директно зависила од конфигурације полазног једињења – syn-jeдињење је давало cis-двоструку везу, а anti-једињење везу trans-конфигурације. Оваква стереоспецифичност је очекивана за реакције које се одвијају преко хомоалилних некласичних карбокатјона насталих јонизацијом циклопропилкарбинилног деривата анхимерно потпомогнутом Сβ‒Сγ везивним електронима из циклопропана. Истраживања су проширена на системе са два и три циклопропанова прстена. Код ових система се јављала и инверзија конфигурације на Сγ приликом грађења алкохола са проширеним прстеном, што је у складу са некласичним хомоалилним карбокатјонима као интермедијерима. Наведене реакције су синтетички корисне за добијање средњих прстенова са дефинисаном стереохемијом и размаком између хидроксилне групе, двоструке везе и циклопропановог прстена, које би било јако тешко синтетисати конвенционалнијим методама. Наведени радови су цитирани у издању Progress in Physical Organic Chemistry, као и у два прегледна рада у часопису Chemical Reviews (о даљинским интеракцијама циклопропил групе са карбокатјонским центрима, односно о седмочланим коњугованим и хомокоњугованим карбоцикличним и хетероцикличним једињењима). Мирослав Гашић је рано уочио изванредне могућности које пружа 13С NMR-спектроскопија и био је један од првих експерата за ову област код нас. Током боравка на Универзитету у Индијани испитивао је спектре О-ацил и О-алкил деривата алилних алкохола, при чему је уочен необично велик γ-ефекат и изненађујуће велик δ-ефекат на хемијско померање sp2-хибридизованих угљеникових атома. Ово је објашњено индуковањем дипола кроз више суседних веза, а не кроз простор како су ови ефекти раније тумачени. Резултати су корисни за структурну анализу природних производа, будући да је алилокси група често присутна у њима. Овај рад је често цитиран и послужио је за структурну анализу простагландина и ергот-алкалоида. Са колегама из Индијане је објавио јако корисно поглавље о 13С NMR-спектроскопији природних производа у књизи Topics in Carbon-13 NMR Spectroscopy. Значајни су радови из 13С NMR-спектроскопије полицикличних δ-лактона и пиперидинских алкалоида и утицаја структуре на хемијска померања код хинона, те из примене 13С NMR-спектроскопије за анализу органских супстанци из нафтних шкриљаца, односно за утврђивање односа броја алифатичних и ароматичних угљеникових атома. Неки од ових радова су цитирани у годишњим прегледима NMR-спектроскопије. Током осамдесетих година 20. века професор Гашић се заинтересовао за органску електрохемију. Ту треба нарочито истаћи испитивање редокс-процеса липофилних хинона и хидрохинона под различитим условима. Међу најзначајнијим резултатима је јасна корелација у присуству катјонског детергента у близини критичне мицеларне концентрације између потенцијала врха таласа у цикличној волтаметрији који одговара једноелектронској редукцији и константе брзине редукције хинона помоћу липофилног модела NADH. Овим је доказан једноелектронски (електрон‒протон‒електрон) механизам редукције хинона моделима NADH. Други значајан резултат је електрохемијска синтеза анхидровинбластина. (16'S)- и (16'R)-Анхидровинбластини су добијени у приносу од 52%, односно 12% електрохемијском оксидацијом катарантина у присуству виндолина, при контролисаном потенцијалу у систему ацетонитрил-тетраетиламонијум-перхлорат. Овај рад се доста цитира и данас, 25 година после објављивања, будући да је омогућена синтеза важних антитуморских агенаса купловањем знатно доступнијих алкалоида. Анодна фрагментација катарантина представља кључни корак у наведеној синтези. Занимљив је и рад на изради ензимске електроде за одређивање глукозе, имобилизацијом глукоза-оксидазе у полимеру који садржи фероцен, адсорбованом на платинској електроди. Што се тиче реакција хинона, занимљив је и рад који објашњава региоселективност нуклеофилне адиције на алкил-супституисане хиноне. Тај рад је, између осталог, цитиран у Вајлијевој публикацији Organic Reaction Mechanisms.

### Уреднички рад
1. Journal of the Serbian Chemical Society, члан редакционог одбора
2. Facta Universitatis, Ниш
3. Molecules

## Награде и признања
1. Окробарска награда града Београда (1988)
2. Орден рада са црвеном заставом (1988)
3. Медаља Српског хемијског друштва за трајан и изванредан допирнос науци (1997)
4. Почасни председник Српског хемијског друштва (2006)